# 磯風音次郎
磯風 音次郎（いそかぜ おとじろう、嘉永元年7月20日（1848年8月18日） - 明治35年（1902年）6月7日）は、明治時代初期の力士、本名西村 長兵衛。180cm、139kg。

## 生涯
磯風音次郎は、近江滋賀郡松本村（現滋賀県大津市）に生まれ、本名は西村長兵衛と言った。浜大津で沖仲仕をしながら素人相撲を取っていた。沖仲士としてある藩の御用金を運送中に粟津原（現滋賀県大津市晴嵐付近）で追剥に奪われ訴え出たところ、逆に役人が同業の者が遊ぶ金に使ったのだろうと疑われ、立派な力士になって見返してやろうと決意したと伝えられる。
明治元年（1868年）頃に京都の初島七蔵に弟子入りし西の大関となる。明治16年（1883年）東京で幕内格番付外、翌年客席(三役格)で場所をつとめ明治20年（1887年）頃横綱を自称したとされるが、明治23年（1890年）吉田司家から巡業横綱を許された。この後『この地位を得られたのも、沖中士をしていた時に自分を誹謗した人のおかげ、その人こそ恩人なり』と語ったとされる。『磯風の土つかず』と言われ連戦連勝を誇ったとされる。明治27年（1894年）に力士を辞め、大津関寺町で米穀商を営み、明治35年（1902年）6月7日死去した。
陣幕久五郎が横綱力士碑に磯風の名前を入れなかったのは巡業横綱だから入れなかったのではなく単なる入れ忘れだとする後年の指摘もあり、もし入るとしたら初代西ノ海嘉治郎と小錦八十吉の間である。